# Shimukappu
Shimukappu (占冠村, Shimukappu-mura) est un village du district de Yūfutsu, situé dans la sous-préfecture de Kamikawa, sur l'île de Hokkaidō, au Japon.

## Géographie

### Situation
Shimukappu est situé sur les pentes des monts Hidaka, dans le sud de la sous-préfecture de Kamikawa, sur l'île de Hokkaidō, au Japon.

### Démographie
Au 30 septembre 2015, la population de Shimukappu s'élevait à 1 220 habitants répartis sur une superficie de 78,04 km2.

## Culture locale et patrimoine
À l'est du village de Shimukappu se trouve Hoshino Resort Tomamu, une station de sports d'hiver étendue sur le versant sud du mont Tomamu.

## Jumelage
- Aspen (États-Unis)
- Garmisch-Partenkirchen (Allemagne)
- Bariloche (Argentine)
- Queenstown (Nouvelle-Zélande)